# Бажанов Марко Ігорович
Бажанов Марко Ігорович (нар. 30 грудня 1922, Умань — пом. 10 жовтня 2001, Харків) — український вчений-правознавець, доктор юридичних наук, заслужений професор Національної юридичної академії України імені Ярослава Мудрого, дійсний член (академік) Академії правових наук України, заслужений діяч науки і техніки УРСР.

## Біографія
Народився 30 грудня 1922 року у місті Умані Черкаської області. Після закінчення середньої школи у Харкові у 1940 році вступив в Харківський юридичний інститут. На початку радянсько-німецької війни Марк Ігоревич разом з колективом Харківського заводу ім. Ф. Е. Дзержинського Міністерства авіапромисловості був евакуйований у місто Бердськ Новосибірської області, де на військовому заводі працював електрослюсарем, техніком, диспетчером цеху, черговим диспетчером. Повернувся з евакуації в м. Харків у вересні 1945 р.
У 1945 році вступив до Харківського юридичного інституту, який закінчив з відзнакою 1948 року і відразу вступив до аспірантури цього ж вишу. У 1946—1948, ще студентом, Бажанов підготовив ряд наукових доповідей під керівництвом В. С. Трахтерова.
Протягом 1951—1955 років обіймав посаду викладача кафедри кримінального процесу. Упродовж 1955—1960 років М. І. Бажанов завідував циклом кримінального права і процесу Всесоюзних курсів перепідготовки прокурорських працівників Прокуратури СРСР. Водночас Марко Ігорович працював на кафедрі кримінального права і процесу Харківського юридичного інституту.
У 1960 року М. І. Бажанов обійняв посаду асистента кафедри кримінального права і процесу. Через три роки його затвердили у вченому званні доцента цієї кафедри. З 1969 року Марко Ігорович працював професором кафедри кримінального права.
У 1951 році М. І. Бажанов захистив кандидатську дисертацію на здобуття наукового ступеня кандидата юридичних наук — «Зміна обвинувачення в радянському кримінальному процесі», у 1967 році — докторську «Законність та обґрунтованість основних судових актів у радянському кримінальному процесі». 1969 року Марку Ігоровичу присвоїли звання професора. В 1993 року його обрали дійсним членом (академіком) Академії правових наук України.
Помер 10 жовтня 2001 року.

## Наукова діяльність
Головними напрямами наукових досліджень М. І. Бажанова були: проблеми загальної частини кримінального права (співучасть у злочині, множинність злочинів, призначення покарання). Марко Ігорович підготував 16 кандидатів юридичних наук і був науковим консультантом з двох докторських дисертацій.
М. І. Бажанов — автор понад 160 наукових праць, зокрема 12 монографій (у співавторстві — 7).
Марко Ігорович був членом робочої та редакційної групи Кабінету Міністрів України з підготовки проекту нового Кримінального кодексу України, а також незмінним членом Науково-консультативної ради Верховного Суду України.

### Основні роботи
- «Призначення покарання за радянським кримінальним правом» (1980)
- «Злочин проти особистості в КК УРСР і судовій практиці» (1987)
- «Особа — під охороною кримінального закону» (1996, співавторство)
- «Множинність злочинів за кримінальним правом України» (2000).

## Нагороди
Нагороджений п'ятьма медалями.